# Magria
Magria (en francès Magrie) és un municipi del departament de l'Aude, a la regió d'Occitània.